# Хударин, Милош
Милош Хударин (словен. Miloš Hudarin; родился 18 июня 1972, СФРЮ) — футболист, нападающий.

## Карьера
Начинал свою карьеру в «Олимпии» из Любляны, в составе которой неоднократно становился чемпионом Словении и участвовал в Лиге чемпионов.
В 1998 году Милош Хударин по приглашению Милана Ловре вместе с тремя другими балканскими футболистами прибыл в расположение российской команды первого дивизиона «Металлург». Всего в том сезоне за «сталеваров» выступало семь выходцев из бывшей Югославии. Проведя в первенстве за липчан восемь игр, Хударин вернулся на родину, где завершил свою карьеру. Дальнейшая судьба неизвестна.

## Достижения
- Чемпион Словении (4): 1991/92, 1992/93, 1993/94, 1994/95.
- Обладатель Кубка Словении (1): 1992/93.
- Финалист Кубка Словении (1): 1991/92.
- Обладатель Суперкубка Словении (1): 1995.